# Racine carrée
| Críticas profissionais | Críticas profissionais |
| Avaliações da crítica  | Avaliações da crítica  |
| Fonte                  | Avaliação              |
| ---------------------- | ---------------------- |
| AllMusic               | [ 3 ]                  |

Racine carrée (raiz quadrada do Francês, estilizado como √) é o segundo álbum do artista belga Stromae, lançado em 2013.
Gravando em um sótão, Stromae expressou seu desejo de incorporar influências de música caribenha e africana junto às suas batidas dance inspiradas na década de 1990. O álbum trata de temas como a alienação de redes sociais (Carmen), a falta de um pai (Papaoutai), os fabricantes de cigarros e o cancro (Quand c'est? ), problemas de relacionamento (Tous les mêmes, Formidable), as relações Norte-Sul (Humain à l'eau), os excessos (Ta fête e Sommeil), o HIV (Moules frites) ou a austeridade. Ele também denuncia a falta de posição e divisões da sociedade em caixas, citando o racismo, a homofobia e o sexismo.
No dia 7 de maio de 2013, Stromae anunciou na sua página Facebook o lançamento do primeiro single do álbum, intitulado Papaoutai.

## Faixas
| N.º            | Título                                    | Compositor(es)              | Produtor(es)                                                               | Duração |  |
| 1.             | "Ta fête"                                 | Stromae                     | Stromae Shameboy Thomas Azier                                              | 2:56    |  |
| 2.             | "Papaoutai"                               | Stromae                     | Stromae Papa Dizzy Aron Ottignon                                           | 3:52    |  |
| 3.             | "Bâtard"                                  | Stromae                     | Stromae Noumoucounda Cissoko Thomas Azier                                  | 3:28    |  |
| 4.             | "Ave Cesaria"                             | Stromae Orelsan             | Stromae Orelsan Mauricio Delgados Antonio Santos Roses à crédit Schérazade | 4:09    |  |
| 5.             | "Tous les mêmes"                          | Stromae                     | Stromae Bart Maris                                                         | 3:33    |  |
| 6.             | "Formidable"                              | Stromae                     | Stromae Lional Capouillez                                                  | 3:33    |  |
| 7.             | "Moules frites"                           | Stromae                     | Stromae Guillaume Huguet                                                   | 2:38    |  |
| 8.             | "Carmen"                                  | Stromae Orelsan             | Stromae                                                                    | 3:09    |  |
| 9.             | "Humain à l'eau"                          | Stromae                     | Stromae                                                                    | 3:59    |  |
| 10.            | "Quand c'est?"                            | Stromae                     | Stromae                                                                    | 3:00    |  |
| 11.            | "Sommeil"                                 | Stromae                     | Stromae Tibass Kazematik                                                   | 3:38    |  |
| 12.            | "Merci"                                   | Stromae                     | Stromae Thomas Azier Aron Ottingnon                                        | 3:54    |  |
| 13.            | "AVF" (featuring Maître Gims and Orelsan) | Stromae Maître Gims Orelsan | Stromae Maître Gims Orelsan Atom                                           | 3:44    |  |
| Duração total: | Duração total:                            | Duração total:              | Duração total:                                                             | 42:53   |  |

| Faixa bônus iTunes |                                    |                    |                                  |         |  |
| N.º                | Título                             | Compositor(es)     | Produtor(es)                     | Duração |  |
| 14.                | "Papaoutai" (featuring Angel Haze) | Stromae Angel Haze | Stromae Papa Dizzy Aron Ottignon | 3:51    |  |
| Duração total:     | Duração total:                     | Duração total:     | Duração total:                   | 46:04   |  |